# Praça Benedito Leite
A Praça Benedito Leite é uma praça localizada na cidade de São Luís, no Maranhão, em seu Centro Histórico. 

## Histórico
A Praça Benedito Leite já foi denominada de Largo do João Velho, do Velho, Praça da Assembleia e Jardim Público 13 de Maio, tendo sido tombada pelo IPHAN desde 1955.
Em 1804, o governo de Portugal ordenou a execução de um jardim botânico no terreno, na época ocupado por casebres, no entanto a obra foi suspensa em razão da necessidade de reforços nas fortificações da Província, em razão da guerra entre França e Portugal.

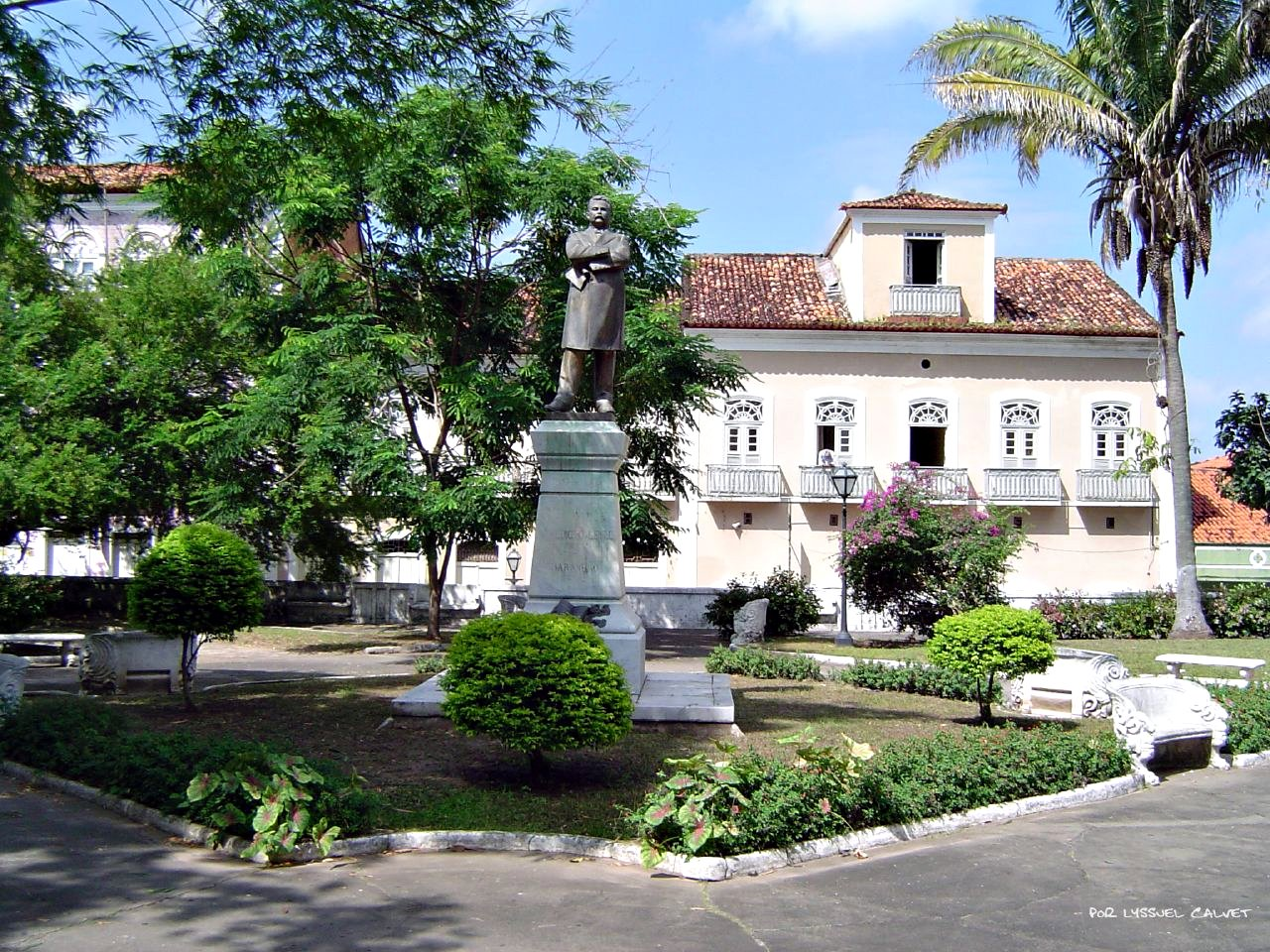
Estátua de Benedito Leite e palmeira babaçu, ao fundo

Em 1820, o governador da província, Bernardo Pinto da Silveira, transformou o velho Largo em um bonito jardim que, anos depois, em 1848, teve suas primeiras árvores frondosas plantadas por Antônio Joaquim Álvares do Amaral, e replantadas, em 1887, por Benevuto Augusto de Magalhães Taques. 
Em 1906, durante o governo de Benedito Leite, o engenheiro Anísio Palhano de Jesus desenvolveu um projeto de paisagismo, que indicava a plantação de figueiras de Benjamin, compondo um formoso jardim com 12 espaços, que seriam destinados ao Panteon Maranhense, com esculturas para homenagear grandes nomes da história maranhense, mas o projeto não foi concluído (a Praça do Pantheon, construída posteriormente, fica em frente à Biblioteca Benedito Leite).
A praça recebeu esse nome em homenagem ao Governador, no aniversário de seu falecimento. 
Após a morte de Benedito Leite, no governo de Luis Domingues, foi formada uma comissão encarregada de erigir uma estátua em memória do ilustre estadista. A estátua foi executada em Paris pelo escultor francês François Emile Decarchemont, tendo sido inaugurada na manhã do dia 28 de fevereiro de 1912. Benedito Leite está representando sem uma mão na estátua, pois teria dito "prefiro cortar a mão a assinar a supressão da escola Normal ou Modelo", em um momento de crise econômica e corte de gastos. A frase foi grafada em uma placa de bronze junto à estátua. 
Fica localizada próxima à Praça Pedro II.

## Espaço Cultural
A praça também é um importante espaço cultural da capital, recebendo saraus e manifestações culturais.
Desde 2017, aos domingos, tem sido realizada a Feirinha São Luís, organizada pela Prefeitura, reunindo produtos agroecológicos, exposição e comercialização de artesanato, artes plásticas e literárias, gastronomia e apresentações culturais locais, como o tambor de crioula e o bumba-meu-boi, além de shows de artistas locais. Em um ano, a Feirinha recebeu  cerca de 240 mil pessoas, entre moradores e turistas. 